# Xiphidiopsis greeni
Xiphidiopsis greeni är en insektsart som beskrevs av Boris Petrovich Uvarov 1923. Xiphidiopsis greeni ingår i släktet Xiphidiopsis och familjen vårtbitare. Inga underarter finns listade i Catalogue of Life.